# Comuna de Bobowa
Bobowa (polaco: Gmina Bobowa) é uma gminy (comuna) na Polónia, na voivodia de Pequena Polónia e no condado de Gorlicki. A sede do condado é a cidade de Bobowa.
De acordo com os censos de 2004, a comuna tem 9128 habitantes, com uma densidade 183,1 hab/km².

## Área
Estende-se por uma área de 49,84 km², incluindo:
- área agrícola: 74%
- área florestal: 16%

## Demografia
Dados de 30 de Junho 2004:
|                      | Total   | Total | Mulheres | Mulheres | Homens  | Homens |
| -------------------- | ------- | ----- | -------- | -------- | ------- | ------ |
|                      | pessoas | %     | pessoas  | %        | pessoas | %      |
| População            | 9128    | 100   | 4537     | 49,7     | 4591    | 50,3   |
| Densidade (pop./km²) | 183,1   | 100   | 91       | 91       | 92,1    | 92,1   |

De acordo com dados de 2002, o rendimento médio per capita ascendia a 1450,67 zł.

## Subdivisões
- Berdechów, Bobowa, Jankowa, Sędziszowa, Siedliska, Stróżna, Wilczyska.

## Comunas vizinhas
- Ciężkowice, Grybów, Korzenna, Łużna,